# بونو (مدينة)
بونو هي مدينة تقع جنوب شرق دولة بيرو.تطل المدينة على بحيرة تيتيكاكا وهي عاصمة إقليم بونو ومقاطعة بونو.يقدر عدد سكانها ب 140،839 نسمة.